# Euonymus schensianus
Euonymus schensianus är en benvedsväxtart som beskrevs av Carl Maximowicz. Euonymus schensianus ingår i släktet Euonymus och familjen Celastraceae. Inga underarter finns listade.